# France Info
France Info is een Franse 24-uurs nieuwszender van de Franse publieke omroep. Oorspronkelijk was de zender alleen radio maar op 31 augustus 2016 is ook gestart met een 24 uurs tv kanaal, in samenwerking met France Televisions.
France Info radio, onderdeel van Radio France, zendt uit op de FM-band in Frankrijk, en op de AM-band (middengolf) op veel verschillende frequenties, de frequentie van 1377 kHz vanaf Rijsel met een zendkracht van 300 kW is het sterkst te ontvangen in België en Nederland. Ook de FM-frequentie 105.2, eveneens vanuit Rijsel, is te ontvangen in de grensstreek en tot zelfs op de heuvels van de Vlaamse Ardennen.
France Info tv is alleen in Frankrijk zelf te ontvangen. Hierop worden doorlopend nieuwsuitzendingen uitgezonden alsmede visual radio van verschillende radio uitzendingen. ‘s Nachts wordt France 24 op het tv kanaal uitgezonden. Het tv kanaal is een alternatief voor commerciële nieuwszenders BFM TV en CNews.

## Historie
Het station is opgericht op 1 juni 1987 door Roland Faure en Jérôme Bellay, en was de eerste 24-uurs nieuwszender van Frankrijk.
France Info is na RTL, NRJ en France Inter de grootste radiozender van Frankrijk .

### Motto's
- 1987-1995: C'est toujours l'heure des infos
- 1995-2001: France Info rapproche le monde
- 2001-2007: C'est toujours l'heure des infos
- 2007-2008: Toujours premiers sur l'info
- 2008-2009: La seule radio d'information continue
- 2009-2009: La vie en continu
- 2009-2016: L'info à vif
- Huidig: Et tout est plus clair